# Гасси-Туиль
Гасси-Туиль (фр. Gassi Touil) — группа из восьми крупных нефтегазовых месторождений в Сахаре на Большом Восточном Эрге в Алжире, в районе коммуны Хасси-Мессауд.
Месторождения были открыты в 1960-х годах, однако до 2000-х годов разрабатывались только три из них: Gassi Touil, Yassi Toureg, Nezla.
В 2004 году на базе месторождений Гасси-Туиль правительство Алжира предполагало осуществить проект производства сжиженного природного газа на экспорт. Согласно проекту газ, добытый на Гасси-Туиль, планировалось направлять на новую линию по сжижению в Арзеве. Проект был изначально разработан испанскими нефтегазовыми компаниями «Repsol» и «Gas Natural Fenosa», которые в ноябре 2004 г. заключили долгосрочный (на 30 лет) контракт с Алжирской государственной нефтегазовой компанией Sonatrach. Контракт был утвержден правительством Алжира. Но в 2007 году АГНК Sonatrach разорвала контракт с испанскими компаниями, обвинив их в нарушении условий сделки. «Сонатрак» решила осуществить проект самостоятельно.
В июне 2009 г. АГНК «Сонатрак» заключила основной контракт на строительство комплекса по обработке газа-сырца, газосборочной системы и магистральных трубопроводов на месторождениях Гасси-Туиль с японской компанией «JGC Corporation». В феврале 2014 г. комплекс по переработке углеводородного сырья, добываемого из месторождений Гасси-Туиль, был официально запущен министром энергетики Алжира Ю.Юсфи. Мощность комплекса составляет 3,6 млрд  м³ газа, газового конденсата и СУГ в год. Сухой газ направляется с комплекса в магистральный трубопровод и транспортируется на завод СПГ в г. Арзев.
На месторождениях Гасси-Туиль также с 2008 года добывают нефть, обнаруженную в 1961 году. 6 ноября 1961 года на месторождениях Гасси-Туиль вспыхнул пожар, который окончательно потушили только 28 апреля 1962 года.